# Ковальски, Анри
Анри Ковальски (фр. Henri Kowalski; 1 апреля 1841, Париж — 6 июля 1916, Бордо) — французский пианист и композитор.
Сын польского офицера, бежавшего во Францию после поражения Польского восстания 1830—1831 гг.. Мать Ковальски, Зенаида де Воган, имела бретонско-ирландское происхождение и была сестрой путешественника Эмиля де Вогана.
С детских лет пел в хоре парижской церкви Мадлен. Окончил Парижскую консерваторию (1860), ученик Антуана Мармонтеля и Эмиля Прюдана (фортепиано), Наполеона Ребера (гармония), Микеле Карафа и Самюэля Давида (композиция). С 1858 г. гастролировал по Франции, а затем и по всей Европе, в 1869—1870 гг. совершил продолжительный гастрольный тур по США, оставив об этой поездке книгу воспоминаний «Через всю Америку, впечатления одного музыканта» (фр. À travers l’Amérique, impressions d’un musicien; 1872). В периоды возвращения во Францию жил по большей части в Плуэр-сюр-Ранс, где у его жены, бывшей балерины Луизы Феррари, было имение, подаренное ей ранее её поклонником Александром Базилевским.
На протяжении долгого времени был связан с Австралией, в начале 1880-х гг. написал комическую оперу «Королева Венера» (англ. Queen Venus) на либретто Маркуса Кларка и вальс «Красавицы Мельбурна» (англ. The Belles of Melbourne), в 1885—1898 гг. жил и работал в Сиднее (среди его учеников, в частности, Эдит Килминстер). Концертировал также в Индии и Египте, в 1903 и 1907—1908 гг. вновь в США. Умер по дороге на очередные американские гастроли.
Композиторское наследие Ковальски включает около 300 сочинений, по большей части фортепианных, многие из которых так или иначе навеяны его многочисленными путешествиями. Ему также принадлежат оперы «Жиль Бретонский» (фр. Gilles de Bretagne; 1877) и «Верцингеторикс» (1899).
Ковальски считается возможным прототипом эпизодического персонажа эпопеи Марселя Пруста «В поисках утраченного времени», фигурирующего в большинстве частей под прозвищем «Ский»